# Autholer
Autholer i inholer - dwie przeciwbieżne liny, służące do przesuwania rogu halsowego sztaksla wzdłuż bukszprytu. 
Stosowane w przypadku, gdy skrajny przedni sztaksel jest podnoszony swobodnie, nie przypięty raksami do sztagu. Róg halsowy żagla może być wówczas mocowany do pierścienia, przesuwającego się po bukszprycie.
Autholer, prowadzony z pokładu przez rolkę na noku bukszprytu, przesuwa pierścień (z przypiętym rogiem halsowym żagla) do noku drzewca, zaś inholer, prowadzony bezpośrednio z pokładu do pierścienia, ściąga go ku pokładowi.